# Самардак, Александр Сергеевич
Самардак Александр Сергеевич (род. 19 марта 1979, с. Лучки, Приморский край) — российский ученый-физик, организатор высшего образования, доктор физико-математических наук, профессор. Ректор Сахалинского государственного университета (и.о. 2023—2024).

## Биография
В 2000 году с отличием окончил физико-математический факультет Уссурийского государственного педагогического института с присвоением квалификации «Учитель физики и информатики».
С 2000 по 2002 годы — ассистент кафедры общей физики Уссурийского государственного педагогического института.
С 2002 по 2004 годы — ассистент кафедры общей физики Дальневосточного государственного университета.
В 2003 году окончил аспирантуру Института физики и информационных технологий Дальневосточного государственного университета и защитил диссертацию на соискание ученой степени кандидата физико-математических наук по специальности «Физика конденсированного состояния» по теме «Межслоевая связь нанокристаллических магнитных Co/Cu/Co пленок».
С 2003 по 2006 годы — научный сотрудник Центра полупроводниковой электроники Института автоматики и процессов управления ДВО РАН, старший преподаватель кафедры электроники, ведущий инженер и научный сотрудник лаборатории пленочных технологий Дальневосточного государственного университета.
С 2005 по 2011 годы — доцент кафедры электроники Дальневосточного государственного университета.
В 2010 году присвоено ученое звание доцента.
С 2011 по 2020 годы — доцент кафедры компьютерных систем Дальневосточного федерального университета.
С 2011 по 2019 годы — ведущий научный сотрудник лаборатории пленочных технологий Дальневосточного федерального университета. По совместительству является старшим научным сотрудником лаборатории функциональных материалов Научно-образовательного центра «Нанотехнологии» Южно-Уральского государственного университета.
С 2015 по 2018 годы обучался в докторантуре Дальневосточного федерального университета.
С 2016 года — эксперт Российской академии наук, с 2020 — эксперт Российского научного фонда.
В 2019 году защитил докторскую диссертацию по теме «Структура, магнитные и транспортные свойства нано- и микросистем различной размерности на основе 3d-металлов» по специальности «Физика конденсированного состояния».
С 2019 года — главный научный сотрудник лаборатории пленочных технологий Дальневосточного федерального университета, профессор кафедры компьютерных систем Школы естественных наук Дальневосточного федерального университета.
В 2020 году стал суперфиналистом конкурса «Лидеры России» по специализации «Наука».
В 2020 — 2023 гг. — проректор по научной работе Дальневосточного федерального университета.
С 2023 г. — исполняющий обязанности ректора Сахалинского государственного университета.
Проходил научные стажировки в университетах и научных институтах Великобритании, Германии, Норвегии, Южной Кореи. Является действительным членом Российского магнитного общества, а также имеет членство в Институте физики (Великобритания) и Институте инженеров по электротехнике и радиоэлектронике (США).

## Научные работы
Автор и соавтор более 200 научных публикаций, в том числе более 90 индексируемых Scopus и Web of Science, 12 патентов на изобретения и свидетельств о регистрации программ для ЭВМ. Основная сфера научных интересов посвящена исследованию новых материалов, созданию устройств наноэлектроники и электроники нового поколения (спинтронике).
Отдельные научные публикации:
- F. Nasirpouri, S. Barzegar, A.Yu. Samardak, A.V. Ognev, A.A. Zubkov, A. Stancu, A.S. Samardak, Mesophase micelle-assisted electrodeposition and magnetisation behavior of meso-porous nickel films for efficient electrochemical energy and magnetic device applications // Applied Surface Science 471 (2019) 776–785.
- A.G. Kolesnikov, M.E. Stebliy, A.S. Samardak, A.V. Ognev. Skyrmionium – high velocity without the skyrmion Hall effect // Scientific Reports 8 (2018) 16966
- A.S. Samardak, A.G. Kolesnikov, M.E. Stebliy, L.A. Chebotkevich, A.V. Sadovnikov, S.A. Nikitov, Abhishek Talapatra, Jyoti Mohanty, A.V. Ognev. Enhanced interfacial Dzyaloshinskii-Moriya interaction and isolated skyrmions in the inversion-symmetry-broken Ru/Co/W/Ru films // Applied Physics Letters 112 (2018) 192406

## Награды
- Победитель международного конкурса научных работ молодых ученых Роснано (2011)
- Лауреат Всероссийского конкурса "Лучший молодой ученый 2014 года" в номинации "Молодой кандидат наук" по направлению "Естественные науки" (2014)
- Победитель конкурса Нобелевского лауреата Андрея Гейма Science Drive-2015, Сколтех (2015)